# Ommata bauhiniae
Ommata bauhiniae là một loài bọ cánh cứng trong họ Cerambycidae.